# Nyctiophylax aristaios
Nyctiophylax aristaios är en nattsländeart som beskrevs av Malicky 1999. Nyctiophylax aristaios ingår i släktet Nyctiophylax och familjen fångstnätnattsländor. Inga underarter finns listade i Catalogue of Life.